# Papež Inocenc X.
Papež Inocenc X. (rojen kot Giovanni Battista Pamphilj), italijanski rimskokatoliški duhovnik, škof in kardinal, * 6. maj 1574, Rim, † 7. januar 1655 Rim (Papeška država).
Papež je bil med letoma 1644 in 1655.

## Življenjepis

### Mladost in vzpon
Rodil se je 6. maja 1574 v Rimu kot Giovanni Battista Pamphilj. Oče je bil Camillo Pamphilj, po rodu iz umbrijskega Gubbia. Po očetovi strani je ugledna rodbina Pamphilj (tudi Pamphili, Pamfili) izhajala neposredno od Aleksandra VI. (Borgia): očetova babica, Giustina Mattei, je bila namreč hčerka znane nečakinje Lukrecije Borgia (1480–1519).
Mati, francoskega porekla, je bila Flaminia de Bubalis. 
Družina se je naselila v Večnem mestu za časa papeževanja Inocenca IX., kjer je oče dobil primerno službo glede na svoj stan na papeškem dvoru. Družina je bila vdana Cerkvi in je zato poslala svojega otroka na najuglednejšo rimsko šolo, v Collegio Romano. Tako je na Sapienzi dvajsetleten doktoriral iz ex utroque iuris. Kmalu nato mu je Klemen VIII. poveril splošne pravne zadeve, in je lahko zasedel mesto avditorja za svojim stricem Girolamom v Roti. Bil je tudi pravnik pri drugem cerkvenem sodišču - Penitenciariji.

### Cerkvena pot
Leta 1623 ga je Gregor XV. poslal kot nuncija na dvor neapeljskega kralja. V letu 1625 ga je Urban VIII. poslal kot spremljevalca svojemu nečaka Francescu Barberiniju , ki je bil najprej nuncij v Franciji, nato pa v Španiji. 19. januarja 1626 je postal Pamfilij naslovni latinski patriarh Antiohije, 30. maja 1626 pa apostolski nuncij v Španiji.

#### Cerkvene službe
- 1601: konzistorialni pravnik;
- junij 1604–26. marec 1621: avditor (poslušalec) pri Roti;
- 20. september 1612: imenovan za kanonika pri Apostolski penitenciariji;
- 26. marec 1621–1625: nuncij v Neapeljskem kraljestvu;
- 1625–1626: kot spremljevalec kardinala Francesca Barberinija v dveh različnih poslanstvih v Franciji in Španiji kot njegov tajnik (=datario)[12];
- 19. januar–30. maj 1626: naslovni patriarh pri Latinskem antiohijskem patriarhatu;
- 25. januar 1626: posvetil ga je za škofa kardinal Laudivio Zacchia, škof v Montefiascone, latinski naslovni patriarh v Jeruzalemu Alfonso Manzanedo, in nadškof v Conzi Fabio Lagonissa;
- 30. maj 1626: postal je nuncij v Španiji;
- 30. avgust 1627: Urban VIII. ga je izvolil za kardinala in pectore; to imenovanje je papež objavil v konzistoriju 19. novembra 1629.
- 1629 uradnik v Rimski kuriji.
- 12. avgust 1630–15. september 1644: kardinal pri Sant'Eusebio;
- 1639–15. september 1644: prefekt koncilske kongregacije;
- 1639 prefekt prefekt kongregacije za kler.
- 12. januar 1643–14. marec 1644: podtajnik (vicecamerlengo) kadinalskega zbora;
- Bil je tudi: član komisije za pravno nedotakljivost; tajnik Rimske inkvizicije; zavetnik Poljske.

## Papež

### Izvolitev
Konklave za izvolitev naslednika Urbana VIII. je bil dolg, prepirljiv in bojevit ter je trajal od 9. avgusta do 15. septembra. Velika frankoljuba stranka vodena z Urbanovimi nečaki je vzdržala pred španskim kandidatom kot nasprotniku  kardinala Mazarina, ki je vodil francosko politiko. Oni so predložili svojega predstavnika Sacchettija, vendar niso mogli doseči zadostne podpore; zato so sprejeli kardinala Pamfilija kot sprejemljiv sporazum, čeprav je služil kot papeški poslanec v Španiji. Mazarinov ‘’veto’’, do katerega je imela Francija pravico, je prispel prepozno – ko so bile volitve že končane.
15. septembra 1644 je bil v konklavu izvoljen za papeža in 4. oktobra istega leta ustoličen.

### Delovanje
Vse do danes je Inocenc ostal sporna osebnost, ki si je pridobil tako nasprotujoče si ocene kot malokateri papež. Nekateri ga zelo hvalijo: »Povzdignjenje kardinala Janeza Pamfilija na sveti sedež je ugajalo vsem, razen Franciji, saj je bil nedvomno naklonjen Španiji: bil je prijatelj Medičejcev, po krvnem sorodstvu je bil povezan z mnogimi odličnimi italijanskimi rodbinami, ni razpihoval sovraštva in je bil primerno star. Inocenc X. je imel veliko dobrih lastnosti: prijazen, miroljuben, skromnih navad – ter je imel strog čut za pravičnost; čeprav človeka čudi njegovo (pre)strogo ravnanje z Barberiniji. Zavračal je kakršno koli obliko prisile; olajšal je svoje podložnike za mnogo hudih dajatev, ki so jim jih naložili njegovi predhodniki; prisilil je plemstvo k vračanju dolgov in skrčil vatikanske izdatke. Njegove diplomatske izkušnje po različnih evropskih dvorih so ga naučile ceniti molčečnost. Govoril je malo, bil previden in olikan.«
Drugi pa za njegovo papeževanje komaj najdejo dobro besedo: »Njegovo papeževanje je kvarila nasilnost in neprimerno sumničenje: zakonito je napadel Barberinije, ki so bili glavni tekmeci Pamfilijev v Rimu, zaradi »poneverbe javnega denarja«; užalil Francijo do te mere, da je vdrla v Papeško državo; pomagal je Benetkam, s katerimi je bil v čvrstih odnosih, da so se bojevale zoper Turke; zavrnil je priznanje portugalskega nasledstva, ko se je ta država ločila od Španije.«
Pod njegovim pontifikatom so vojskujoče se strani – tudi po papeškem vztrajnem prizadevanju – sedle za pogajalsko mizo in z Vestfalskim mirom 1648 končale Tridesetletno vojno, kakor tudi Osemdesetletno vojno. Tridesetletna vojna je Cerkvi v Nemčiji prizadejala hude izgube. Papeža niso niti povabili na pogajanja; pozneje je sicer protestiral, vendar zaman. 
Ko je papeški nuncij v Monakovem Fabio Chigi - poznejši papež Aleksander VII. - opazil, v katero smer se sučejo pogajanja, je odlašal z oporekanjem, ki mu ga je naložil novi papež; in sicer tako dolgo, da je prvi protest 14. oktobra 1648 postal glas vpijočega v puščavi, kakor tudi oba naslednja. 20. avgusta 1651 je sledil papeški breve (namesto nameravane bule) Zelo Domus Dei, ki prav tako ni mogel preprečiti škode. Katoličani so po sprejemu nenravnega načela cuius regio - eius religio samo v Nemčiji zgubili dve metropoliji in trinajst škofij, ter na tisoče samostanov in dobrodelnih ustanov - da ne štejemo nordijskih dežel, kjer je bila katoliška vera popolnoma uničena. 
Ferdinand III. ni hotel objaviti papeškega nasprotovanja, saj je to pomenilo njegovo izključitev iz političnih dogovorov. »'Ne' 1648 ni bil namreč niti očiten, niti neizogiben, niti potreben« (Repgen). Inocenčeva odgovornost je bila odločilna; v njem je prevladalo pravniško gledanje nad diplomatskim: »Šlo je za dejanje, ki je bilo pod pravno-kanoničnim in teološkim vidikom popolnoma pravilno, toda na političnem področju popolnoma nekoristno in samoškodljivo« (Lutz).
Z vsemi italijanskimi državami je ostal v prijateljskih odnosih razen s Parmo, ki je nahujskala prebivalce Castra k umoru njihovega škofa. To hudodelstvo je kaznoval neusmiljeno in je dal Castro razdejati do temeljev in na njegovem mestu postaviti steber z napisom: »Qui fu Castro« (»Tukaj je stal Castro«).
Od Inocenca X. naprej so vse politične zadeve svetega sedeža prevzeli državni tajniki, s čimer je prenehala do tedaj uveljavljena moč kardinalov-nečakov. Glavni kamen spotike pa je postala tudi pri dobronamernih vloga  gospe Olimpije in njen kar prevelik vpliv na papeževe odločitve, saj je pravzaprav dober del papeževanja izvajala posle kardinala-nečaka. 

#### Janzenizem
Inocenc je nadaljeval v smeri svojega predhodnika ter je 31. maja 1653 z bulo Cum occasione obsodil pet stavkov iz Jansenovega Augustinusa, ki se je sicer res navdihoval pri svetem Avguštinu, vendar je nekatera njegova mnenja privedel do skrajnih sklepov. Te janzenistične trditve so bile obsojene kot heretične in blizu protestantizmu. Temu je sledila Pascalova razprava Lettres Provinciales, – Pascalova pisma, v katerih se je v debati med jezuiti in janzenisti postavil na janzenistično stran.  Škrbinasto Devetnajsto pismo Arhivirano 2016-06-10 na Wayback Machine. je pogosto priključeno drugim. Ta obsodba je pripeljala do podrtja janzenističnega samostana in razgona skupnosti.

#### Preganjalecnepotizma
Takoj po prevzemu oblasti je začel zakonski postopek zoper Barberinijeve, češ da so zaradi nepotizma  oziroma nečastja uživali privilegije, prek katerih so obogateli na nepošten način. Bratje Francesco Barberini (1597–1679), Antonio Barberini in Taddeo Barberini (1603–1647) so pobegnili v Pariz, kjer so našli mogočnega zavetnika v kardinalu Mazarinu, saj je bil kardinal italijanskega porekla – čeprav sedaj s francoskim imenom Jules Mazarin - francoski prvi minister in osebni prijatelj prejšnjega papeža ter njegovih sorodnikov. Inocenc X. je ustanovil komisijo, ki bo to zadevo preučila, nato pa zaplenil njihovo lastnino; 19. februarja 1646 je izdal bulo, s katero je določil, da bodo vsi kardinali, ki zapustijo Papeško državo za več kot šest mesecev brez izrečnega papeževega dovoljenja, izgubili svoje nadarbine in tudi sam kardinalski naslov. Francoska skupščina je sprejela protiukrepe: razglasila je, da so papeški odloki v Franciji nični. Inocenc X. pa ni odnehal, vse dokler ni Mazarin pripravil krdela, ki so vdrla v Italijo. Odslej je papeška politika do Francije postala bolj prijazna; malo pozneje pa je bila Barberinijevim povrnjena čast in tudi premoženje. K spravi je prispevala tudi poroka sina od Tadeja Barberinija Maffea (1631–1685) s papeževo nečakinjo Olimpijo.

#### Donna Olimpiain njen vpliv
Glavni kamen spotike je postala tudi pri dobronamernih vloga gospe Olimpije in njen kar prevelik vpliv na papeževe odločitve.
Ironija usode je namreč, da je prav on, ki je začel vladanje s tako strogim kaznovanjem prednikovih sorodnikov, do katerih je bil Urban VIII. res čez mero darežljiv, tudi sam padel pod vpliv sorodstva. Če nepotizem navadno opredeljujemo kot nečasten, tj. skrb za nečake, je ta pojav pri njem dobil posebno obliko svaštva – ko je padel pod vpliv svakinje. Res da ni treba verjeti vsega, kar je pisal o tem Leti, vendar še ostane dovolj. Njegovo delo Življenje gospe Olimpije Maidalchinijeve  je sicer že protestantovski zgodovinar Ranke označil za »roman sestavljen iz apokrifnih čenč in opolzkih izmišljotin«, skoraj vse pa je tudi on prepisal iz dela Konklavi rimskih papežev 
Kdo je bila torej ta vplivna žena, ki je postala kneginja, v obrekljivih ustih pa kar papežinja? Olimpija se je poročila s Paolom Ninijem; ko je po treh letih umrl, se je omožila s papeževim mlajšim bratom Pamfilijem (Pamphilio Pamphili 1564–1639). Inocenc X. je tej bogati gospe dovolil velik vpliv; njene hčerke je poročil z najimenitnejšimi ženini, njenega 22-letnega sina Kamila (1622–1666) je 14. novembra 1644 imenoval za kardinala in mu izročil več visokih služb; med drugim ga postavil za poveljnika papeških krdel.
21. januarja 1647 se je pa Kamil odpovedal škrlatu, da bi se 10. februarja 1647 poročil – proti materini in papeževi volji – z najbogatejšo nevesto, Olimpijo Aldobrandini, pranečakinjo Klemena VIII. in vdovo po Pavlu Borgheseju (1622–1646). 
1645 je papež Inocenc izročil v posest svoji svakinji na novo ustvarjeno  kneževino San Martino al Cimino ter jo povišal z naslovom principessa (=kneginja). Ljubezenske dogodivščine na njen in papežev račun sodobni zgodovinarji zavračajo. Glede na svoj položaj pa je vendarle sodelovala pri važnih odločitvah; to danes ne bi čudilo – je pa dražilo takratno patriarhalno miselnost in kronist je v blagem pretiravanju zapisal: 
Gospa Olimpija Maidalchini je ženska velikega duha, vendar je njen edini naslov, da lahko vpliva na strogega gospodarja. Ko so se uradi na dvoru praznili, niso ničesar odločali brez njene odobritve; ko je bilo treba deliti cerkvene nadarbine, so uradniki imeli naročilo, da odložijo vsa imenovanja, dokler je ne obvestijo o naravi upravičencev: potem lahko izbere tiste, ki bodo njenim načrtom najbolje ustrezali; če je bilo treba napolniti prazne škofijske sedeže, so prevladali njeni kandidati; in tisto, kar se je ljudem najbolj upiralo, je bil videz, da bo bolje uspel tisti, ki bo bolj velikodušen pri dajanju.

### Stavbeništvo in umetnost
17. stoletje je doba rimskega baroka, najmikavnejšega sloga. Ena od najpomembnejših oseb tistega stoletja je bila ženska, ki je bila toliko močna, da so jo očrnili in zdrobili, pa tudi občudovali. To obdobje je bilo težavno za moške; predstavljajte si, kako težavno je bilo za eno žensko. Postala je tako mogočna, da so jo skoraj deset let, - vmes je bilo triletno hladno obdobje - kar je njen svak postal papež Inocenc X., smatrali za vladarico Rima. Toda bila je ženska, in ljudstvo jo je črtilo iz dna duše. Pasquino jo je izdelal za predmet svojih puščic. 

#### Navonski trg
Po petdesetletni živahni stavbeniški dejavnosti pred zasedbo papeškega prestola, najsi bo v rimskih bazilikah ali apostolskih palačah, se je Inocenc X. omejil zaradi pomanjkanja sredstev na dokončanje že začetih del. Kot velik prijatelj umetnosti je papež nadaljeval ureditev notranjosti bazilike sv. Petra, kjer je na utemeljen Spadov nasvet dal 26. februarja 1646 podreti Berninijev zvonik, čigar temelje so smatrali strokovnjaki za premalo čvrste. Svojemu priljubljenemu kiparju Algardiju je zaupal bazilikino okraševanje obenem s prekrasno grobnico Leona XI.
Prenavljal je Lateransko baziliko, vendar je odnehal od preveč korenitih posegov na pročelju. Bernini je po njegovem naročilu uredil trg Piazza Navona; tam je dal zgraditi cerkev sv. Neže (S. Agnese in Agone).
Za cerkev S. Agnese in Agone, ki je postala družinska grobnica družine Pamphilij, so položili temeljni kamen 15. avgusta 1652; začel jo je zidati Carlo Rainaldi, od junija 1653 nadaljeval F. Borromini in do Inocencove smrti še ni bila dokončana.
Pri teh obsežnih načrtih mu je svetovala, pa tudi odločala o posameznostih ter vodila dela Olimpia Maidalchini. Tako je postala s svojimi organizacijskimi sposobnosti in svojo omiko graditeljica rimskega baroka in nam zapustila najlepši trg v Rimu in po mnenju mnogih - najlepši tudi na svetu: Piazza Navona. 

#### Vodnjak štirih rek
Ustavimo se za trenutek še pri Vodnjaku štirih rek – (Fontana dei Quattro fiumi). Ljubljenec Urbana VIII., Bernini, je zaradi ponesrečenega dela zvonikov pri Cerkvi sv. Petra, padel v očeh Inocenca X. v nemilost. Na vrh se je povzpel, ko je zvedel, da želi papež zaupati uresničenje osrednje fontane na Piazza Navona njegovemu tekmecu Borrominiju. Bernini je izdelal – po marsikaterem mnenju najlepša fontana na svetu – Vodnjak štirih rek. Izdelal je njen celoten srebrn odlitek visok 1,5 m, ter ga podaril Gospe Olimpiji, ki ga je odnesla v palačo. Papež ga je videl in bil očaran. Ko je zvedel, kdo ga je izdelal, se je vdal in zaupal izvedbo Berniniju.
Olimpija je torej razumela znamenja časa in se je navdušeno posvetila baročnim novogradnjam. Na današnji Piazza Navona - kjer je nekdaj blestel Domicijanov kolobar, sta stavbenika G. Rainaldi in F. Borromini uredila Palazzo Pamphilj. Čisto zraven so začeli graditi 1652 cerkev Sant’Agnese in Agone, ki pa jo je po papeževi smrti končal C. Rainaldi 1672. Pred njenim pročeljem je Bernini, čigar dela so bila Olimpiji posebno všeč in ga je priporočila papežu, med 1648 do 1651, izdelal Fontano dei Quattro Fiumi (Vodomet štirih rek), ki mu je zelo podoben ljubljanski Robbov vodnjak treh rek. Zunaj Rima na zahodu so zgradili Villa Pamphilj okrašeno z antičnimi kipi. 
Posebno pozornost je Olimpija namenila ureditvi svoje kneževinice, zlasti njenega glavnega mesta, ki ga je ponovno dvignila iz ruševin in ga uredila po sodobnih načelih s pomočjo najboljših takratnih umetnikov: novo mesto je na las podobno rimski Piazza Navona.

### Sveto leto
Z bulo Appropinquat dilectissimi filii je papež 4. maja 1649 napovedal sveto leto, ki bo potekalo v znaku Kristusovega srečnega mira, ki naj bi bil popolnoma drugačen kot je bil Vestfalski mir, ki ga je kot nesrečnega in sramotnega zavrnil papežev predstavnik v Münstru jeseni 1648. Ta jubilej, ki ga označujejo za zadnji veliki jubilej sodobne dobe, predstavlja za Inocenca nesporen uspeh: sedemsto tisoč romarjev, ki so preplavili Rim med svetim letom, razodeva, do katere stopnje pripisujejo katoličani papeštvu katoliške obnove še kar naprej osrednjo in izjemno vlogo v Evropi, ki jo še vedno pretresajo vojne.
Po smrti Urbana VIII. je umetnik Bernini zaradi ponesrečenega zvonika pri Sv. Petru padel v nemilost, a Bolognčan Algardi se je vzpenjal v slavo, zahvaljujoč Gospe Olimpiji. Sveto leto 1650 se je začelo z raznimi slovesnostmi. Algardi je ravno za jubilej izklesal velikansko marmornato ploščo z veličastnim prizorom, kako Leon Veliki zaustavlja Atila.
Donna Olimpia je prevzela v svoje roke oskrbo romarjev ter ustanovila odbor rimskih gospe, ki mu je predsedovala s krepko roko in menda tudi koristoljubno. 
Toda že pri odprtju svetih vrat se je pripetilo prvo pohujšanje. Po navadi so v zidove jubilejnih vrat vzidali škatlo z zlatimi medaljami minulega svetega leta. Na Sveti večer 1650 je ta vrata pri Sv. Petru odprl sam papež, pri Mariji Snežni pa – na njeno izrecno željo – njen komaj 29-letni nečak Francesco Maildachini, ki je oblekel škrlat namesto njenega sina Kamila, ki ga je bil nedavno slekel. Ko so z vso močjo udarili v vratni zid, je iz kupa ruševin skrivnostno izginila škatla z zlatimi svetinjami. Šušljalo se je, da je to isto škatlo pričarala na Navonski trg, v Palazzo Pamphilj, prav Gospa Olimpija. Rim je bil razburjen in sveto leto se ni moglo začeti slabše, kar pa je zelo prav prišlo Paskvinu za zbadljivko: 
| Pasquino de Olimpia (italijanski izvirnik)                                                                           | Zbadljivka o Olimpiji (slovenski prevod)                                                                                    |
| --- | --- |
| “Chi dice donna dice danno. Chi dice femmina dice malanno. Chi dice Olimpia Maidalchina dice donna, danno e rovina.” | “Kdor reče gospa, reče škoda. Kdor reče ženica, reče tatica. Kdor reče Olimpia Maidalchina, Reče gospa, škoda in ruševina.“ |

Tokrat se je politika mešala v vero bolj kot kadarkoli poprej, saj je Vestfalski mir okrepil Francijo, ni pa prepričal Španije o njeni manjvrednosti; njenim romarjem je papež izkazoval posebno pozornost. Ni brez pomena dejstvo, da je najlepši papežev portret, - po mnenju nekaterih poznavalcev najlepši portret v zgodovini sploh - portret papeža Inocenca, ki ga je zdelala bolezen in grenila svakinja, prav v tem času izdelal španski slikar Diego Rodriguez de Silva y Velásquez. Istočasno je izdelal podoben Olimpijin portret, za katerim pa je izginila vsaka sled. 
V tem svetem letu je spremljal najrazkošnejši dvor po rimskih ulicah infantinski vojvoda Rodrigo Díaz de Vivar Gómez de Sandoval (1633–1657), poslanec španskega kralja Filipa IV.. Sprevod je obstajal iz tristo kočij; ambasadorjevo je vleklo dvanajst vpreg, druge pa po štiri. Kočije so spremljali mavrski služabniki, ljubki grbavci, ki so se vrteli na belih mezgih, okrašenih s pojočimi zvončki. Na samo Veliko noč, 14. aprila 1650, pa je neka španska bratovščina uprizorila pasijon na Piazza Navona, kjer sta se na mogočnih odrih dvigala velikanska kipa Vstalega Jezusa in Marije Vnebovzete. Za nameček pa so narodno cerkev San Giacomo razsvetlili s tisočerimi lučkami in svečami, kot odblesk raja. 
Med najodličnejšimi romarji je bila Marija Savojska, hčerka Karla Emanuela I.., ki je v Rim prinesla kopijo Torinskega prta, okrašeno z dragocenimi biseri in jo je papež sprejel s posebno pozornostjo. Iskreno pobožnost so kazali tudi drugi vladarji: brata Mattia in Leopoldo, sina  Medičejca Ferdinanda II. in drugi. Večino od čez 700.000 romarjev, ki so na ta jubilej priromali v Večno mesto - je vodila želja po prejemu svetoletnih odpustkov, ki jih je delil papež kot Kristusov namestnik. Kljub Olimpijinim spletkam, slabotnosti Inocenca X., kljub pohujšanju ljudstva nad izginulimi zlatniki, – je večina romarjev  prišla s pravim namenom. Tako je zabeleženo v kroniki Bratovščine "Najsvetejšega zakramenta", da je neki romar na poti od Radicofanija spoznal morilca svojega svaka. Pritekel je k sestri in ji vzkliknil: »Lej tistega, ki je vzel življenje tvojemu možu. Odpusti mu, saj je čas sprave: naj bo to v blagor duše njemu, ki ga objokujemo.«

### Dela
- »Documenta Catholica Omnia« (v latinščini). Cooperatorum Veritatis Societas. Pridobljeno 6. decembra 2011.

1. Skozi Inocenčevo papeževanje je prišlo do spreobrnjenja mnogih protestantovskih vladarjev, od katerih je bila najodličnejša kraljica Kristina Švedska; romarji so jo zlasti spoštovali,ker se je po spreobrnitvi odpovedala švedski kroni, ki jo je podarila Loretskemu svetišču, sama pa se naselila v Rimu. Kljub temu pa je papeštvo pretrpelo občutno upadanje ugleda.
2. Najodličnejši napori Inocenca pa so bili usmerjeni k preureditvi redovne discipline (1652).[43]
3. Inocenc X. je potrdil »kitajski« odlok, ki ga je 12. septembra 1645 izdala Propaganda fide pod vplivom dominikancev in frančiškanov, ki so kot posredovalca poslali v Rim Moralesa [44]. V njem je prepovedal jezuitom prilagajanje kitajskemu izročilu, ki je dopuščalo češčenje Konfucija in prednikov. To je sprožilo dolgotrajne in škodljive prepire, ki so pripeljali do preganjanja krščanstva in uničenja katoliških misijonov. Jezuitje so 1652 poslali v obrambo učenega Martinija[45], ki je vsaj začasno po Inocenčevi smrti dosegel, da je Propaganda potrdila prilagojene »kitajske« obrede z dne 23. marca 1656; med prilagoditvami je bila tudi maša in brevir v kitajščini, kar je za vesoljno Cerkev odobril šele Drugi vatikanski koncil![18]

## Smrt in spomin

### Smrt in pogreb
Protin je povzročal Inocencu tako hude bolečine, da ga je prisilil v zadnjih letih na bolniško življenje; pred smrtjo je še spodbujal nečaka Kamila, naj uboga svojo mater; lepo se je poslovil tudi od kardinalskega zbora in jim priporočil, naj mu izberejo naslednika, ki bo boljši od njega. Umrl je v Kvirinalski palači v Rimu dne 7. januarja 1655. 
Črna legenda in izročilo pravita, da se je ob smrti svojega zaščitnika Gospa Olimpija polastila vsega, kar je papež posedoval; da je iz njegove spalnice odnesla tudi dve škatli polni zlatnikov in da ni hotela prispevati za pogrebne stroške rekoč: “Kaj le lahko stori uboga vdova?” Njegovi sorodniki da so se sramotno umaknili in pustili njegovo truplo ležati nespoštljivo osamljeno v neki izbici en ali celo več dni izpostavljeno mišem; da je izostal ves običajen ceremonial; končno da se ga je usmilil papeški majordom Scotti, zgrožen nad tako bedno neobčutljivostjo, sam plačal za rakev revnih; kanonik pri Sv. Petru Segni pa je plačal pet škudov za pokop v cerkvi Sv. Petra. 

#### Zadnje počivališče
Papež Inocenc X. je za svojo grobno cerkev določil cerkev Svete Neže, ki stoji neposredno poleg njegove družinske palače Pamphilj na Navonskem trgu. Z njegovo  smrtjo 1655 novogradnja cerkve še ni bila dokončana. Zato so ga najprej položili k počitku pri Sv. Petru. Njegova praecordia (=srce, drob) so prenesli v rimsko cerkev San Vincenzo e Anastasio. Sam pogreb se je zavlekel vse do 16. januarja. 4. januarja 1677 so prenesli Inocenčeve kosti k S. Agnese in Navone. Tam je dobil zidni grob v Kapeli svete Frančiške Rimske, nad vhodom v cerkev. Nečak Camillo je namreč dal postaviti krasen marmornat nagrobni spomenik svojemu stricu v omenjeni cerkvi. 

#### Olimpijina usoda
Sredi leta 1654 sta papež in Olimpija popravila svoji oporoki, in sta se medsebojno imenovala za dediča, kar je pomenilo ponovno najdeno soglasje, ki je bilo pretrgano skozi dobra tri leta. Toda življenje Inocenca X. se je hitro bližalo h kraju. Med letom 1654 je bil papež pogosto bolan. 14. decembra 1654, ko se je vračal s sprehoda po vrtu, se mu je stanje poslabšalo in od takrat ni več zapuščal postelje. Agonija papeža Inocenca je trajala tri dni. Olimpija je poskušala in extremis  doseči ugodnosti in milosti zase in za družino, vendar sta ji kardinala Fabio Chigi in Decio Azzolini prepovedala vstop v papeške sobane in s tem preprečila kakršnokoli odtujitev premoženja. 
Legenda nera tudi ve, da Gospa Olimpija in njeni niso hoteli prispevati za papežev pogreb, in da je ta bil skrajno preprost. Vendar pa sodobnik in izredno natančen letopisec Battaglini  nikjer ne omenja, da bi bilo pri Inocenčevem pogrebu karkoli narobe, niti ne omenja v zvezi s pokopom sorodnikov, ampak le sveti kardinalski zbor, ter takole poroča v knjigi Annali del sacerdozio e del imperio:
| Italijanski izvirnik | Slovenski prevod |
| --- | --- |
| Soddisfatto dal Sacro Collegio a’ suffragi, ed alle pompe de’ funerali del Defonto Pontefice, si chiuse colle solite forme il Conclave per l’elezione del Successore. | Ko je kardinalski zbor uredil vse potrebno (in poravnal stroške) za zadušnice ter za slovesnosti pogreba za pokojnega papeža, se je po običajnih predpisih zaprl v konklave za volitve njegovega naslednika. |

V naslednjem konklavu si je morda še umišljala, da bo zaradi svoje zveze z Barberiniji igrala neko vlogo; vendar je bil velik del kardinalskega zbora odločen, da bo pretrgal z navadami papeževanja Inocenca X. in celo od njega postavljeni kardinali niso bili pripravljeni slediti navodilom njegovih sorodnikov. 
Znamenje novih časov se je pokazalo že 3. marca 1655, ko je bil Ravizza , svetovalec kardinala Gualterija - le-ta pa je bil Olimpijin sorodnik in sodelavec - zaprt v Angelskem gradu pod obtožbo, da je prenašal Olimpiji novice o poteku konklava. 
Čez mesec dni je morala Olimpija nemočno prisostvovati izvolitvi svojega starega nasprotnika, državnega tajnika Fabia Chigija, ki je postal papež 7. aprila 1655 z imenom Aleksander VII. Novi papež ji je zažugal z izgonom iz Rima, in ona se je dostojanstveno umaknila najprej v Orvieto in pozneje na svoja posestva v Viterbu in Ciminu, kjer je živela skrito življenje. Umrla je 26. septembra 1657 za kugo.

### Ocena
- Po mnenju papeškega zgodovinarja Pastorja [58] "je bila nesreča papeža Pamfilija v tem, da je edina oseba v njegovi družini, ki je imela sposobnosti potrebne za izvrševanje zahtevne vloge in položaja kardinala-nečaka, bila ženska.[59]
- Njen vpliv na svaka papeža je bil tak, da je morala biti vsaka pomembna odločitev presejana skozi njeno rešeto. Neki sramotilni spis, ki ga je pod psevdonimom A. Gualdi izdal najverjetneje odpadnik od katolištva Gregorio Letti pod naslovom Vita di Donna Olimpia Maidalchini[60]zlonamerno namiguje, da je bila Olimpija ljubica papeža Inocenca X.; to podmeno pa sodobni zgodovinarji zavračajo kot »čisto domišljijo« [61]
- V tem pontifikatu opažamo neko moteče osebno nasprotje: pri papežu, ki je imel, kot je znano, zelo odklonilno stališče do nečaškega delovanja svojega predhodnika; je vendarle Olimpia Maidalchini, častihlepna svakinja Inocenca X., postala najbolj neločljiva in mogočna spremljevalna osebnost njegovega papeževanja; šlo je tako daleč, da se je posvetoval z njo pred vsemi važnimi odločitvami. Sodobni letopisci, ki jih je pohujševalo dejstvo, da je bila na čelu moške družbe par exellence ena ženska, so pokazali svojo grajo, pripisujoč ji kvarjenje dobrih papeževih namenov ter obtožujoč jo za zmeden in omahujoč tok papeževanja. Tistokratno politično pisanje je iznašlo izraz svaštvo (cognatismo) za neobičajen način vladavine, ki je nadomestila tradicionalno nečaštvo (nepotismo). [62]
- Nepotizma v navadnem pomenu njegovemu papeževanju ravno ne moremo preveč očitati; poleg njegovega ostrega ravnanja zoper nečake svojega predhodnika ga on res ni mogel izvajati v isti meri. Vendar oblike, ki jih je zadobil pri njem vpliv njegovih sorodnikov, so bile povezane s še večjo škodo glede na papeštvo. Pod njim je namreč vdova njegovega brata, Donna Olympia Maidalchini, izvajala največji vpliv. Ona je bila najmočnejša oseba v kuriji, tako da so si prizadevali za njeno naklonjenost kardinali, knezi in prosilci. V svoji oblastiželjnosti se je Olimpija obdala z drugimi sorodniki. Papež je bil preslab, da bi naredil konec morečemu stanju: Olimpija ga je popolnoma obvladala. Ko pa seveda Gregorio Leti v svojem Olimpijinem življenjepisu predstavlja njen odnos do papeža kot nenravnega, je to nevzdržna trditev; ta življenjepis je že Ranke označil kot roman, ki je sestavljen iz lažnih poročil in opolzkih pesmic. Da pa je na pontifikat Inocenca X. padel hud madež zaradi neurejenega vpliva te ženske, pa stoji kot pribito. Ne glede na vse to pa na njegovo vladanje nikakor ne smemo gledati kot na nepomembno in neslavno.[63]

#### Iucunditas crucis
Malahijeva prerokba pravi o njem, da je ljubkost križa. (latinsko Iucunditas crucis; angleško Delight of the cross). Papež Inocenc X. je začel svoj pontifikat okrog praznika povišanja sv. križa. Za papeža je bil izvoljen v burnem in dolgem konklavu, ki je trajal od 9. avgusta do 15. septembra 1644, a praznik povišanja sv. križa je dan poprej.

### Rodovnik
Rodovnik rodbine Pamphili od 1574 do 1760:
|                    |                    |                    |                    |                    |                    |                    |                    |                     |                     |                       |                       |                       |                       |                       |                       |                     |                     |                       |                       |                       |                       |                       |                       |                     |                     |                     |                     |                     |                     |                   |                   |                   |                   |                    |                    |                    |                    |                    |                    |                  |                  |                 |                 |                      |                      |                      |                      |                      |                      |                   |                   |                   |                   |                   |                   |                   |                   |  |  |  |  |  |  |  |  |  |  |  |  |  |  |  |  |  |  |  |  |  |  |
|                    |                    |                    |                    |                    |                    |                    |                    |                     |                     |                       |                       |                       |                       |                       |                       |                     |                     |                       |                       |                       |                       |                       |                       |                     |                     |                     |                     |                     |                     |                   |                   |                   |                   |                    |                    |                    |                    |                    |                    |                  |                  |                 |                 |                      |                      |                      |                      |                      |                      |                   |                   |                   |                   |                   |                   |                   |                   |  |  |  |  |  |  |  |  |  |  |  |  |  |  |  |  |  |  |  |  |  |  |
|                    |                    |                    |                    |                    |                    |                    |                    |                     |                     |                       |                       |                       |                       |                       |                       |                     |                     |                       |                       |                       |                       |                       |                       |                     |                     |                     |                     |                     |                     |                   |                   |                   |                   |                    |                    |                    |                    |                    |                    |                  |                  |                 |                 |                      |                      |                      |                      |                      |                      |                   |                   |                   |                   |                   |                   |                   |                   |  |  |  |  |  |  |  |  |  |  |  |  |  |  |  |  |  |  |  |  |  |  |
|                    |                    |                    |                    |                    |                    |                    |                    | Papež Inocenc X.    | Papež Inocenc X.    | Papež Inocenc X.      | Papež Inocenc X.      | Papež Inocenc X.      | Papež Inocenc X.      |                       |                       | Pamphilio Pamphili  | Pamphilio Pamphili  | Pamphilio Pamphili    | Pamphilio Pamphili    | Pamphilio Pamphili    | Pamphilio Pamphili    |                       |                       | Olimpia Maidalchini | Olimpia Maidalchini | Olimpia Maidalchini | Olimpia Maidalchini | Olimpia Maidalchini | Olimpia Maidalchini |                   |                   |                   |                   |                    |                    |                    |                    |                    |                    |                  |                  |                 |                 |                      |                      |                      |                      |                      |                      |                   |                   |                   |                   |                   |                   |                   |                   |  |  |  |  |  |  |  |  |  |  |  |  |  |  |  |  |  |  |  |  |  |  |
|                    |                    |                    |                    |                    |                    |                    |                    | Papež Inocenc X.    | Papež Inocenc X.    | Papež Inocenc X.      | Papež Inocenc X.      | Papež Inocenc X.      | Papež Inocenc X.      |                       |                       | Pamphilio Pamphili  | Pamphilio Pamphili  | Pamphilio Pamphili    | Pamphilio Pamphili    | Pamphilio Pamphili    | Pamphilio Pamphili    |                       |                       | Olimpia Maidalchini | Olimpia Maidalchini | Olimpia Maidalchini | Olimpia Maidalchini | Olimpia Maidalchini | Olimpia Maidalchini |                   |                   |                   |                   |                    |                    |                    |                    |                    |                    |                  |                  |                 |                 |                      |                      |                      |                      |                      |                      |                   |                   |                   |                   |                   |                   |                   |                   |  |  |  |  |  |  |  |  |  |  |  |  |  |  |  |  |  |  |  |  |  |  |
|                    |                    |                    |                    |                    |                    |                    |                    |                     |                     |                       |                       |                       |                       |                       |                       |                     |                     |                       |                       |                       |                       |                       |                       |                     |                     |                     |                     |                     |                     |                   |                   |                   |                   |                    |                    |                    |                    |                    |                    |                  |                  |                 |                 |                      |                      |                      |                      |                      |                      |                   |                   |                   |                   |                   |                   |                   |                   |  |  |  |  |  |  |  |  |  |  |  |  |  |  |  |  |  |  |  |  |  |  |
|                    |                    |                    |                    |                    |                    |                    |                    |                     |                     |                       |                       |                       |                       |                       |                       |                     |                     |                       |                       |                       |                       |                       |                       |                     |                     |                     |                     |                     |                     |                   |                   |                   |                   |                    |                    |                    |                    |                    |                    |                  |                  |                 |                 |                      |                      |                      |                      |                      |                      |                   |                   |                   |                   |                   |                   |                   |                   |  |  |  |  |  |  |  |  |  |  |  |  |  |  |  |  |  |  |  |  |  |  |
|                    |                    |                    |                    | Andrea Giustiniani | Andrea Giustiniani | Andrea Giustiniani | Andrea Giustiniani | Andrea Giustiniani  | Andrea Giustiniani  |                       |                       | Anna Maria Pamphili   | Anna Maria Pamphili   | Anna Maria Pamphili   | Anna Maria Pamphili   | Anna Maria Pamphili | Anna Maria Pamphili |                       |                       | Niccolò Ludovisi      | Niccolò Ludovisi      | Niccolò Ludovisi      | Niccolò Ludovisi      | Niccolò Ludovisi    | Niccolò Ludovisi    |                     |                     | Costanza Pamphili   | Costanza Pamphili   | Costanza Pamphili | Costanza Pamphili | Costanza Pamphili | Costanza Pamphili |                    |                    | Camillo Pamphili   | Camillo Pamphili   | Camillo Pamphili   | Camillo Pamphili   | Camillo Pamphili | Camillo Pamphili |                 |                 | Olimpia Aldobrandini | Olimpia Aldobrandini | Olimpia Aldobrandini | Olimpia Aldobrandini | Olimpia Aldobrandini | Olimpia Aldobrandini |                   |                   | Paolo Borghese    | Paolo Borghese    | Paolo Borghese    | Paolo Borghese    | Paolo Borghese    | Paolo Borghese    |  |  |  |  |  |  |  |  |  |  |  |  |  |  |  |  |  |  |  |  |  |  |
|                    |                    |                    |                    | Andrea Giustiniani | Andrea Giustiniani | Andrea Giustiniani | Andrea Giustiniani | Andrea Giustiniani  | Andrea Giustiniani  |                       |                       | Anna Maria Pamphili   | Anna Maria Pamphili   | Anna Maria Pamphili   | Anna Maria Pamphili   | Anna Maria Pamphili | Anna Maria Pamphili |                       |                       | Niccolò Ludovisi      | Niccolò Ludovisi      | Niccolò Ludovisi      | Niccolò Ludovisi      | Niccolò Ludovisi    | Niccolò Ludovisi    |                     |                     | Costanza Pamphili   | Costanza Pamphili   | Costanza Pamphili | Costanza Pamphili | Costanza Pamphili | Costanza Pamphili |                    |                    | Camillo Pamphili   | Camillo Pamphili   | Camillo Pamphili   | Camillo Pamphili   | Camillo Pamphili | Camillo Pamphili |                 |                 | Olimpia Aldobrandini | Olimpia Aldobrandini | Olimpia Aldobrandini | Olimpia Aldobrandini | Olimpia Aldobrandini | Olimpia Aldobrandini |                   |                   | Paolo Borghese    | Paolo Borghese    | Paolo Borghese    | Paolo Borghese    | Paolo Borghese    | Paolo Borghese    |  |  |  |  |  |  |  |  |  |  |  |  |  |  |  |  |  |  |  |  |  |  |
|                    |                    |                    |                    |                    |                    |                    |                    |                     |                     |                       |                       |                       |                       |                       |                       |                     |                     |                       |                       |                       |                       |                       |                       |                     |                     |                     |                     |                     |                     |                   |                   |                   |                   |                    |                    |                    |                    |                    |                    |                  |                  |                 |                 |                      |                      |                      |                      |                      |                      |                   |                   |                   |                   |                   |                   |                   |                   |  |  |  |  |  |  |  |  |  |  |  |  |  |  |  |  |  |  |  |  |  |  |
|                    |                    |                    |                    |                    |                    |                    |                    |                     |                     |                       |                       |                       |                       |                       |                       |                     |                     |                       |                       |                       |                       |                       |                       |                     |                     |                     |                     |                     |                     |                   |                   |                   |                   |                    |                    |                    |                    |                    |                    |                  |                  |                 |                 |                      |                      |                      |                      |                      |                      |                   |                   |                   |                   |                   |                   |                   |                   |  |  |  |  |  |  |  |  |  |  |  |  |  |  |  |  |  |  |  |  |  |  |
| Maffeo Barberini   | Maffeo Barberini   | Maffeo Barberini   | Maffeo Barberini   | Maffeo Barberini   | Maffeo Barberini   |                    |                    | Olimpia Giustiniani | Olimpia Giustiniani | Olimpia Giustiniani   | Olimpia Giustiniani   | Olimpia Giustiniani   | Olimpia Giustiniani   |                       |                       |                     |                     |                       |                       |                       |                       |                       |                       |                     |                     |                     |                     |                     |                     |                   |                   |                   |                   |                    |                    |                    |                    |                    |                    |                  |                  |                 |                 | Maria Borghese       | Maria Borghese       | Maria Borghese       | Maria Borghese       | Maria Borghese       | Maria Borghese       |                   |                   | Giovanni Borghese | Giovanni Borghese | Giovanni Borghese | Giovanni Borghese | Giovanni Borghese | Giovanni Borghese |  |  |  |  |  |  |  |  |  |  |  |  |  |  |  |  |  |  |  |  |  |  |
| Maffeo Barberini   | Maffeo Barberini   | Maffeo Barberini   | Maffeo Barberini   | Maffeo Barberini   | Maffeo Barberini   |                    |                    | Olimpia Giustiniani | Olimpia Giustiniani | Olimpia Giustiniani   | Olimpia Giustiniani   | Olimpia Giustiniani   | Olimpia Giustiniani   |                       |                       |                     |                     |                       |                       |                       |                       |                       |                       |                     |                     |                     |                     |                     |                     |                   |                   |                   |                   |                    |                    |                    |                    |                    |                    |                  |                  |                 |                 | Maria Borghese       | Maria Borghese       | Maria Borghese       | Maria Borghese       | Maria Borghese       | Maria Borghese       |                   |                   | Giovanni Borghese | Giovanni Borghese | Giovanni Borghese | Giovanni Borghese | Giovanni Borghese | Giovanni Borghese |  |  |  |  |  |  |  |  |  |  |  |  |  |  |  |  |  |  |  |  |  |  |
|                    |                    |                    |                    |                    |                    |                    |                    |                     |                     |                       |                       |                       |                       |                       |                       |                     |                     |                       |                       |                       |                       |                       |                       |                     |                     |                     |                     |                     |                     |                   |                   |                   |                   |                    |                    |                    |                    |                    |                    |                  |                  |                 |                 |                      |                      |                      |                      |                      |                      |                   |                   |                   |                   |                   |                   |                   |                   |  |  |  |  |  |  |  |  |  |  |  |  |  |  |  |  |  |  |  |  |  |  |
|                    |                    |                    |                    |                    |                    |                    |                    |                     |                     |                       |                       |                       |                       |                       |                       |                     |                     |                       |                       |                       |                       |                       |                       |                     |                     |                     |                     |                     |                     |                   |                   |                   |                   |                    |                    |                    |                    |                    |                    |                  |                  |                 |                 |                      |                      |                      |                      |                      |                      |                   |                   |                   |                   |                   |                   |                   |                   |  |  |  |  |  |  |  |  |  |  |  |  |  |  |  |  |  |  |  |  |  |  |
| Costanza Barberini | Costanza Barberini | Costanza Barberini | Costanza Barberini | Costanza Barberini | Costanza Barberini |                    |                    | Camilla Barberini   | Camilla Barberini   | Camilla Barberini     | Camilla Barberini     | Camilla Barberini     | Camilla Barberini     |                       |                       | Francesco Barberini | Francesco Barberini | Francesco Barberini   | Francesco Barberini   | Francesco Barberini   | Francesco Barberini   |                       |                       | Urbano Barberini    | Urbano Barberini    | Urbano Barberini    | Urbano Barberini    | Urbano Barberini    | Urbano Barberini    |                   |                   | Taddeo Barberini  | Taddeo Barberini  | Taddeo Barberini   | Taddeo Barberini   | Taddeo Barberini   | Taddeo Barberini   |                    |                    |                  |                  |                 |                 |                      |                      |                      |                      |                      |                      |                   |                   |                   |                   |                   |                   |                   |                   |  |  |  |  |  |  |  |  |  |  |  |  |  |  |  |  |  |  |  |  |  |  |
| Costanza Barberini | Costanza Barberini | Costanza Barberini | Costanza Barberini | Costanza Barberini | Costanza Barberini |                    |                    | Camilla Barberini   | Camilla Barberini   | Camilla Barberini     | Camilla Barberini     | Camilla Barberini     | Camilla Barberini     |                       |                       | Francesco Barberini | Francesco Barberini | Francesco Barberini   | Francesco Barberini   | Francesco Barberini   | Francesco Barberini   |                       |                       | Urbano Barberini    | Urbano Barberini    | Urbano Barberini    | Urbano Barberini    | Urbano Barberini    | Urbano Barberini    |                   |                   | Taddeo Barberini  | Taddeo Barberini  | Taddeo Barberini   | Taddeo Barberini   | Taddeo Barberini   | Taddeo Barberini   |                    |                    |                  |                  |                 |                 |                      |                      |                      |                      |                      |                      |                   |                   |                   |                   |                   |                   |                   |                   |  |  |  |  |  |  |  |  |  |  |  |  |  |  |  |  |  |  |  |  |  |  |
|                    |                    |                    |                    |                    |                    |                    |                    |                     |                     |                       |                       |                       |                       |                       |                       |                     |                     |                       |                       |                       |                       |                       |                       |                     |                     |                     |                     |                     |                     |                   |                   |                   |                   |                    |                    |                    |                    |                    |                    |                  |                  |                 |                 |                      |                      |                      |                      |                      |                      |                   |                   |                   |                   |                   |                   |                   |                   |  |  |  |  |  |  |  |  |  |  |  |  |  |  |  |  |  |  |  |  |  |  |
|                    |                    |                    |                    |                    |                    |                    |                    |                     |                     |                       |                       |                       |                       |                       |                       |                     |                     |                       |                       |                       |                       |                       |                       |                     |                     |                     |                     |                     |                     |                   |                   |                   |                   |                    |                    |                    |                    |                    |                    |                  |                  |                 |                 |                      |                      |                      |                      |                      |                      |                   |                   |                   |                   |                   |                   |                   |                   |  |  |  |  |  |  |  |  |  |  |  |  |  |  |  |  |  |  |  |  |  |  |
|                    |                    |                    |                    |                    |                    |                    |                    |                     |                     | Giambattista Pamphili | Giambattista Pamphili | Giambattista Pamphili | Giambattista Pamphili | Giambattista Pamphili | Giambattista Pamphili |                     |                     | Giovanni Andrea Doria | Giovanni Andrea Doria | Giovanni Andrea Doria | Giovanni Andrea Doria | Giovanni Andrea Doria | Giovanni Andrea Doria |                     |                     | Anna Pamphili       | Anna Pamphili       | Anna Pamphili       | Anna Pamphili       | Anna Pamphili     | Anna Pamphili     |                   |                   | Benedetto Pamphili | Benedetto Pamphili | Benedetto Pamphili | Benedetto Pamphili | Benedetto Pamphili | Benedetto Pamphili |                  |                  | Teresa Pamphili | Teresa Pamphili | Teresa Pamphili      | Teresa Pamphili      | Teresa Pamphili      | Teresa Pamphili      |                      |                      | Flaminia Pamphili | Flaminia Pamphili | Flaminia Pamphili | Flaminia Pamphili | Flaminia Pamphili | Flaminia Pamphili |                   |                   |  |  |  |  |  |  |  |  |  |  |  |  |  |  |  |  |  |  |  |  |  |  |
|                    |                    |                    |                    |                    |                    |                    |                    |                     |                     | Giambattista Pamphili | Giambattista Pamphili | Giambattista Pamphili | Giambattista Pamphili | Giambattista Pamphili | Giambattista Pamphili |                     |                     | Giovanni Andrea Doria | Giovanni Andrea Doria | Giovanni Andrea Doria | Giovanni Andrea Doria | Giovanni Andrea Doria | Giovanni Andrea Doria |                     |                     | Anna Pamphili       | Anna Pamphili       | Anna Pamphili       | Anna Pamphili       | Anna Pamphili     | Anna Pamphili     |                   |                   | Benedetto Pamphili | Benedetto Pamphili | Benedetto Pamphili | Benedetto Pamphili | Benedetto Pamphili | Benedetto Pamphili |                  |                  | Teresa Pamphili | Teresa Pamphili | Teresa Pamphili      | Teresa Pamphili      | Teresa Pamphili      | Teresa Pamphili      |                      |                      | Flaminia Pamphili | Flaminia Pamphili | Flaminia Pamphili | Flaminia Pamphili | Flaminia Pamphili | Flaminia Pamphili |                   |                   |  |  |  |  |  |  |  |  |  |  |  |  |  |  |  |  |  |  |  |  |  |  |
|                    |                    |                    |                    |                    |                    |                    |                    |                     |                     |                       |                       |                       |                       |                       |                       |                     |                     |                       |                       |                       |                       |                       |                       |                     |                     |                     |                     |                     |                     |                   |                   |                   |                   |                    |                    |                    |                    |                    |                    |                  |                  |                 |                 |                      |                      |                      |                      |                      |                      |                   |                   |                   |                   |                   |                   |                   |                   |  |  |  |  |  |  |  |  |  |  |  |  |  |  |  |  |  |  |  |  |  |  |
|                    |                    |                    |                    |                    |                    |                    |                    |                     |                     |                       |                       |                       |                       |                       |                       |                     |                     |                       |                       |                       |                       | Doria-Pamphili-Landi  |                       |                     |                     |                     |                     |                     |                     |                   |                   |                   |                   |                    |                    |                    |                    |                    |                    |                  |                  |                 |                 |                      |                      |                      |                      |                      |                      |                   |                   |                   |                   |                   |                   |                   |                   |  |  |  |  |  |  |  |  |  |  |  |  |  |  |  |  |  |  |  |  |  |  |

### Papež Inocenc X.
(angleško)
- APA citation. Ott, M. (1910). Pope Innocent X. In The Catholic Encyclopedia. New York: Robert Appleton Company. Retrieved December 20, 2018 from New Advent: http://www.newadvent.org/cathen/08020b.htm MLA citation. Ott, Michael. "Pope Innocent X." The Catholic Encyclopedia. Vol. 8. New York: Robert Appleton Company, 1910. 20 Dec. 2018 <http://www.newadvent.org/cathen/08020b.htm>
- Pope Innocent X Giovanni Battista Pamphilj
- Catholic Online: Pope Innocent X
- Pope Innocent X Encyclopædia Britannica
- NNDB Pope Innocent X
- Pope Innocent X

(italijansko)
- Annali del sacerdozio e del imperio di Marco Battaglini vescovo di Nocera. Str. 88–90. 3. Edizione in Ancona MDCCXLIX
- Innocenzo X, papa di Olivier Poncet v Dizionario Biografico degli Italiani - Volume 62 (2004)
- Innocenzo X di Olivier Poncet - Enciclopedia dei Papi (2000)
- Innocènzo X papa Enciclopedie on line
- Innocenzo X Dizionario di Storia (2010)
- Innocenzo X papa di Giovanni Battista Picotti - Enciclopedia Italiana (1933)
- Leonardo Innocenzo X - Giovanni Battista Pamphilj Arhivirano 2018-12-28 na Wayback Machine.

(nemško)
- Innozenz X.Kichengeschichte bei Vatican History
- Eine Zeittafel der Päpste von Petrus bis Benedikt XVI von Heiner Otto am 8. März 2012 in Glaube und Kirche
- Heiliges JahrBarock statt Barmherzigkeit Von Thomas Migge

### Inocenc X.in umetnost
(angleško)
- Papal artifacts Pope Innocent X
- Artble: Portrait of Pope Innocent X
- Pope Innocent X, 1656 by Diego Velazquez
- The truth behind Francis Bacon's 'screaming' popes
- Corso281: Discover Roma - Villas and Gardens - Villa Doria Pamphili

(nemško)
- 24.10.2003 KulturDer Schrei des Papstes Das Kunsthistorische Museum Wien feiert Francis Bacon Christina Tilmann

(italijansko)
- Marco Rabino: Il ritratto di Papa Innocenzo X di Diego Velásquez
- Innocenzo X e Borromini a Piazza Navona da Iacopo Benincampi 10 Apr, 2018 Arhivirano 2018-12-28 na Wayback Machine.
- Un “dittico” per Papa Innocenzo X, tra Velásquez e Bacon di Arianna Mascetti

| Nazivi Rimskokatoliške cerkve | Nazivi Rimskokatoliške cerkve                | Nazivi Rimskokatoliške cerkve |
| ----------------------------- | -------------------------------------------- | ----------------------------- |
| Predhodnik: Luigi Caetani     | naslovni latinski partiarh Antiohije 1626–29 | Naslednik: Cesare Monti       |
| Predhodnik: Urban VIII.       | Papež 1644–55                                | Naslednik: Aleksander VII.    |